# Santa María, El Fuerte
Santa María är en ort i Mexiko.   Den ligger i kommunen El Fuerte och delstaten Sinaloa, i den västra delen av landet, 1 200 km nordväst om huvudstaden Mexico City. Santa María ligger 78 meter över havet och antalet invånare är 246.
Terrängen runt Santa María är platt, och sluttar västerut. Runt Santa María är det ganska glesbefolkat, med 23 invånare per kvadratkilometer. Närmaste större samhälle är El Fuerte de Montes Claros, 19,0 km nordost om Santa María. I omgivningarna runt Santa María växer huvudsakligen savannskog.